# Chrześcijański Kościół Głosicieli Dobrej Nowiny
Chrześcijański Kościół Głosicieli Dobrej Nowiny – fikcyjny związek wyznaniowy zarejestrowany w Polsce.

## Działalność
Fikcyjny Kościół został zawiązany w kwietniu 1995 roku w Warszawie. 16 maja 1995 roku otrzymał wpis do rejestru kościołów i innych związków wyznaniowych Ministerstwa Spraw Wewnętrznych i Administracji w dziale A, pozycja 96. Miał wówczas liczyć około 60 stałych członków.
Grupa od samego początku istnienia stanowiła fikcyjną wspólnotę religijną. Mimo że statutowo posiadała rozbudowaną doktrynę, nie prowadziła żadnej działalności religijnej. Kościół wykorzystywany był przez jego liderów do prowadzenia działalności gospodarczej i korzystania z przysługujących związkom wyznaniowym przywilejów podatkowych. Od 1998 „duchowni” Kościoła trudnili się sprzedażą umów darowizn, które opiewały najczęściej na kilkadziesiąt tysięcy złotych. Grupa zarabiała na pobieranych przy sprzedaży umów 10% prowizji. Dodatkowo Kościół prowadził Chrześcijański Instytut Badawczo-Dydaktyczny Pisma Świętego, który był przykrywką dla przemytu ludzi z Chin i Wietnamu do Polski.
Na 58 członków kościoła, 41 figurowało w policyjnych kartotekach, a część z nich była poszukiwana listami gończymi. W 2004 roku dziesięciu członków Chrześcijańskiego Kościoła Głosicieli Dobrej Nowiny, w tym Przewodniczący Rady Kościoła Henryk Matusiewicz, zostało zatrzymanych przez funkcjonariuszy Centralnego Biura Śledczego, pod zarzutem handlu umowami darowizn. W 2008 roku członkowie Kościoła zostali oskarżeni o udział w grupie przestępczej mającej na celu dokonywanie wyłudzeń oraz udzielenie 180 osobom pomocy w oszustwie. Zarzuty postawiono 11 osobom.